# Imperio neobabilónico
El Imperio neobabilónico o Segundo imperio babilónico, conocido históricamente como Imperio caldeo, fue un período de la historia de Mesopotamia que comenzó en el año 612 a. C. y terminó en el 539 a. C. Con su capital en Babilonia, fue la última entidad política gobernada por monarcas nativos de Mesopotamia hasta Faysal II en el siglo XX. Durante los tres siglos anteriores, el Imperio babilónico había sido gobernado por otro pueblo con el que compartía el idioma acadio, sus vecinos del norte, los asirios. Un año después de la muerte del último gobernante asirio fuerte, Asurbanipal, en el 627 a. C., el imperio asirio entró en una espiral de guerras civiles brutales. Babilonia se rebeló durante el reinado de Nabopolassar, y en alianza con medos, persas, escitas y cimerios, saquearon la ciudad de Nínive en el 612 a. C. El Imperio neobabilónico, que comenzó con la coronación de Nabopolassar como rey de Babilonia en el 626 a. C. y que estaba siendo firmemente establecido durante la caída del Imperio asirio en el 612 a. C., fue conquistado por el Imperio persa aqueménida en el 539 a. C., lo que marcó el colapso de la dinastía caldea menos de un siglo después de su fundación.
La derrota del Imperio asirio y el posterior retorno de Babilonia al poder marcaron la primera vez que la ciudad, y el sur de Mesopotamia en general, se alzaban para dominar el antiguo Oriente Próximo desde el colapso del Imperio babilónico antiguo (bajo el mando de Hammurabi) casi mil años antes. Por primera vez desde la muerte de Hammurabi, a mediados del siglo XVIII a. C., la sede del imperio se trasladó a la ciudad de Babilonia. Este período fue testigo de una mejora general en la vida económica y la producción agrícola, seguido de un gran florecimiento sin precedentes de proyectos arquitectónicos, de las artes y de las ciencias. Los reyes neobabilónicos llevaron a cabo enormes proyectos de construcción, especialmente en la propia Babilonia, recuperando muchos elementos de los 2 000 años anteriores de cultura sumerio-acadia.
El Imperio neobabilónico conserva una posición destacada en la memoria cultural moderna debido a la representación odiosa de Babilonia y de su rey más importante, Nabucodonosor II, en la biblia. La descripción bíblica de Nabucodonosor se centra en su campaña militar contra el reino de Judá y, en particular, en el asedio babilónico a Jerusalén en el año 587 a. C., que dio lugar a la destrucción del Templo de Salomón y al posterior cautiverio babilónico. Las fuentes babilónicas, en cambio, describen el reinado de Nabucodonosor como una época dorada que transformó a Babilonia en el mayor imperio de su tiempo.
El período neobabilónico terminó con el reinado de Nabonido, en el 539 año a. C., en pleno apogeo de la nación persa. Políticas religiosas introducidas por Nabonido, que favorecía al dios lunar Sin sobre la deidad protectora de Babilonia, Marduk, sirvieron finalmente como casus belli para el rey persa Ciro el Grande, que invadió Babilonia en el 539 a. C., presentándose como un campeón de Marduk que restauraría el orden divino en Mesopotamia, y poniendo fin así a 87 años de historia. Después de la conquista, Babilonia siguió siendo culturalmente distinta durante siglos, con referencias a personas con nombres babilónicos y a la religión babilónica conocida desde tiempos tan remotos como el Imperio parto en el siglo I a. C. Aunque Babilonia se rebeló varias veces durante los gobiernos de imperios posteriores, nunca logró restaurar su independencia.

## Antecedentes históricos
Antes del ascenso de Babilonia a la prominencia política (c. 1850 a. C.), la Mesopotamia estaba dividida en dos regiones: Sumeria en el sureste y Acad en el noroeste. Las ciudades-estado sumerias lucharon entre sí por el control de la región y la hicieron de esta forma vulnerable a invasiones desde Acad y de su vecino del este, Elam. A pesar de varias crisis políticas que marcaron su historia, Sumeria y Acad desarrollaron culturas ricas. Los sumerios fueron responsables del primer sistema de escritura, la cuneiforme, de los primeros códigos de leyes conocidos, del desarrollo de la ciudad-estado, de la invención del torno de alfarero, los barcos de vela y el arado, así como de la creación de formas literarias, musicales y arquitectónicas que influyeron en toda la civilización occidental.
Esta herencia cultural fue adoptada por los sucesores de los sumerios y los acadios, los amorreos o amorritas, una tribu semita occidental que había conquistado toda Mesopotamia alrededor de 1900 a. C. Bajo el gobierno de los amorreos, que duró hasta alrededor de 1600 a. C., la ciudad de Babilonia se convirtió en el centro político y comercial de la zona del Tigris y el Éufrates, y Babilonia se convirtió en un gran imperio que abarcaba todo el sur de Mesopotamia y parte de Asiria al norte. El gobernante responsable en gran medida de este ascenso al poder fue Hammurabi (c. 1792-1750 a. C.), el sexto rey de la Primera dinastía de Babilonia, que forjó coaliciones entre las distintas ciudades-estado, promovió la ciencia y la erudición y promulgó su famoso código de leyes.
Tras la muerte de Hammurabi, el imperio babilónico decayó hasta 1595 a. C., cuando el invasor hitita Mursili I derrocó al rey babilónico Samsu-ditana, lo que permitió a los casitas de las montañas al este de Babilonia asumir el poder y establecer una dinastía que duró 400 años. Durante ese mismo período, Asiria se separó del control babilónico y se desarrolló como un imperio independiente, amenazando a la dinastía casita en Babilonia y en algunas ocasiones obteniendo temporalmente el control. El reino de Elam también se hizo poderoso y finalmente conquistó la mayor parte de Babilonia, derrocando a la dinastía casita (hacia 1157 a. C.).
En una serie de guerras, se estableció una nueva línea de reyes babilónicos, la segunda dinastía de la ciudad de Isin. Su miembro más destacado, Nabucodonosor I (r. 1119–1098 a. C.), derrotó a Elam y repelió con éxito los avances asirios durante algunos años. Durante varios siglos después del gobierno de Nabucodonosor I, se desarrolló una lucha a tres bandas entre los asirios y tribus arameas y caldeas por el control de Babilonia. Babilonia estuvo sometida y dominada por Asiria durante el Imperio Neoasirio (911-616 a. C.), como lo había estado a menudo durante el Imperio Asirio Medio (1365-1020 a. C.). Los asirios de Mesopotamia superior generalmente habían sido capaces de pacificar a los pueblos del sur mediante su poderío militar, instalando reyes títeres u otorgándoles privilegios. El último rey asirio gobernante fue Asurbanipal, quien libró una guerra civil contra su hermano, Shamash-shum-ukin, el rey subordinado de Babilonia, devastando la ciudad de Babilonia y su población en 648 a. C.
Tras la muerte de Asurbanipal (c. 627 a. C.) al mismo tiempo que la de Kandalanu, su rey «marioneta» de Babilonia, el vacío de poder fue ocupado rápidamente por un líder caldeo, Nabopolasar,  quien, luego de exitosas campañas contra las posiciones asirias en ciudades como Nippur o Uruk, fue coronado rey de Babilonia en el 626 a. C. A pesar de ello, se cree que Assur-etil-ilani y Sin-shar-ishkun, sucesivos reyes de Asiria, mantuvieron por un tiempo en su poder buena parte de Babilonia. En cualquier caso, Nabopolasar hizo de Babilonia su capital, dando inicio así al Imperio neobabilónico. 

### Renacimiento de viejas tradiciones
Después de que Babilonia recuperó su independencia, los gobernantes neobabilónicos fueron profundamente conscientes de la antigüedad de su reino y siguieron una política architradicionalista, reviviendo gran parte de la antigua cultura sumerio-acadia. Aunque el arameo se había convertido en la lengua cotidiana, el acadio se mantuvo como el lenguaje de la administración y la cultura. Expresiones arcaicas de 1500 años antes se reintrodujeron en las inscripciones acadias, junto con palabras en el sumerio, no utilizado durante largo tiempo. La escritura cuneiforme neobabilónica también se modificó para asemejarse al antiguo sistema de escritura del tercer milenio antes de Cristo propio del idioma acadio.
Las obras de arte antiguas procedentes del apogeo de la gloria imperial de Babilonia fueron tratadas con reverencia casi religiosa y fueron minuciosamente preservadas. Por ejemplo, cuando se encontró una estatua de Sargón I durante las obras de una construcción, se edificó un templo para ella y se le hicieron ofrendas. Se cuenta la historia de cómo Nabucodonosor II, en sus esfuerzos por restaurar el Templo en Sippar, tuvo que realizar varias excavaciones hasta que encontró los cimientos de la época del emperador Naram-Sin. Este descubrimiento le permitió reconstruir el templo correctamente. Los neobabilonios también revivieron la antigua práctica de los sargónidas de designar a una hija real para servir como sacerdotisa de la deidad lunar Sin.

### Vida cultural y económica
Se sabe mucho más sobre la cultura y la vida económica de Mesopotamia bajo los neobabilonios que sobre la estructura y la mecánica de la administración imperial. Está claro que para el sur de Mesopotamia, el período neobabilónico fue un renacimiento. Grandes extensiones de tierra fueron abiertas al cultivo. La paz y el poder imperial pusieron a su disposición recursos para expandir los sistemas de riego y construir un extenso sistema de canales. El campo de Babilonia estaba dominado por grandes propiedades, que se daban a los funcionarios del gobierno como una forma de pago. Las haciendas generalmente eran administradas por empresarios locales, quienes obtenían las ganancias. La gente del campo estaba ligada a estas fincas, proporcionando mano de obra y alquileres a sus propietarios.

## Dinastía neobabilónica
Dinastía XI de Babilonia (neobabilónica)
- Nabopolasar 626-605 a. C.
- Nabucodonosor II 605-562 a. C.
- Evilmerodac 562-560 a. C.
- Neriglisar 560-556 a. C.
- Labashi-Marduk 556 a. C.
- Nabonido 556-539 a. C.

### Nabopolasar 626-605 a.C.

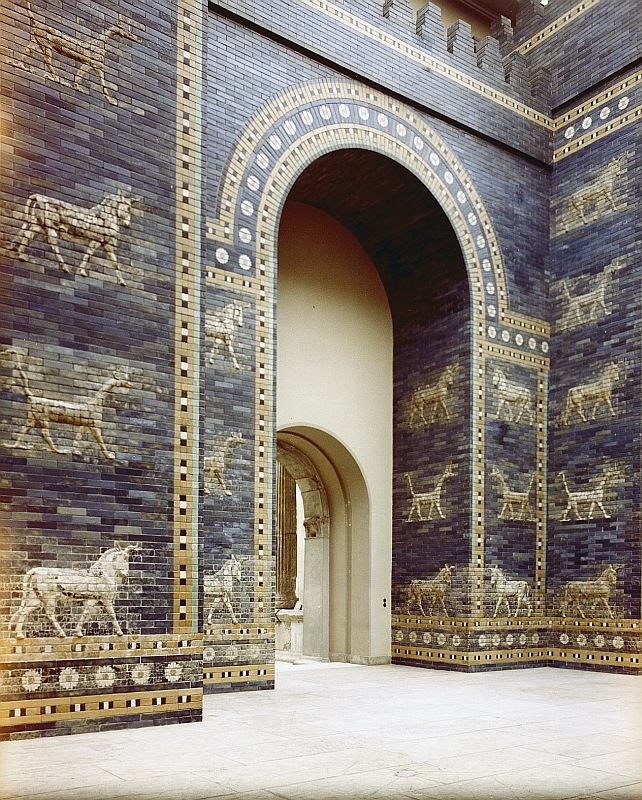
La Puerta de Istar de Babilonia, reconstruida en el Museo de Pérgamo de Berlín

Después de la muerte de Asurbanipal en el 627 a. C., el Imperio Asirio comenzó a desintegrarse, dividido por conflictos internos. Assur-etil-ilani cogobernó con Ashurbanipal desde el 630 a. C., mientras que un gobernador asirio llamado Kandalanu se sentó en el trono de Babilonia en nombre de su rey. Babilonia parecía segura hasta que tanto Asurbanipal como Kandalanu murieron en el 627 a. C., y Asiria entró en una serie de guerras civiles internas que finalmente conducirían a su destrucción. Un general asirio, Sin-shumu-lisir, se rebeló en el 612 a. C. y se declaró rey de Asiria y Babilonia, pero fue rápidamente expulsado por el ejército asirio leal al rey Assur-etil-ilani en el 625 a. C.. Babilonia fue tomada por otro hijo de Asurbanipal, Sin-shar-ishkun, que se proclamó rey. Sin embargo, su gobierno no duró mucho, y los babilonios se rebelaron. Nabopolasar se apoderó del trono en medio de la confusión, y nació la dinastía neobabilónica. Babilonia en su conjunto se convirtió en un campo de batalla entre el rey Assur-etil-ilani y su hermano Sin-shar-ishkun, que combatieron en la región. Esta situación anárquica permitió a Nabopolasar permanecer en el trono de la ciudad de Babilonia, pasando los siguientes tres años sin ser molestados, consolidando su posición en la ciudad.
Sin embargo, en el 623 a. C., Sin-shar-ishkun mató a su hermano en la batalla de Nippur en Babilonia, se apoderó del trono de Asiria, y luego se dispuso a volver a tomar la Babilonia de Nabopolasar. Nabopolasar se vio forzado a soportar ejércitos asirios acampados en Babilonia durante los siguientes siete años. Sin embargo, se resistió, ayudado por la continua guerra civil en la misma Asiria, lo que dificultó en gran medida los intentos de Sin-shar-ishkun de retomar las partes de Babilonia en poder de Nabopolasar. Nabopolasar tomó Nippur en 619 a. C., un centro clave "pro-asirio" en Babilonia, y hacia el año 616 a. C., todavía controlaba gran parte del sur de Mesopotamia. Asiria, todavía con conflictos internos, había perdido el control de sus colonias, que habían aprovechado los diversos trastornos para liberarse. El imperio se había extendido desde Chipre a Irán y desde el Cáucaso a Egipto en su apogeo.
Nabopolasar intentó un contraataque; marchó con su ejército a la propia Asiria en el 616 a. C. y trató de asediar Aššur y Arrapḫa (Kirkuk), pero fue derrotado por Sin-shar-ishkun y debió regresar a Babilonia. Se produjo un estancamiento, con Nabopolasar incapaz de penetrar en Asiria a pesar de su estado muy debilitado, y Sin-shar-ishkun incapaz de expulsar a Nabopolasar de Babilonia debido a la incesante guerra civil en Asiria.
Sin embargo, el equilibrio de poder se inclinó decisivamente cuando Ciáxares, gobernante de los pueblos iranios (los medos, persas y partos), y técnicamente un vasallo de Asiria, atacó sin previo aviso a Asiria, fatigada por la guerra, a finales del 615 a. C., saqueando Arrapha y la ciudad bíblica de  Nimrud. Más adelante, en el 614 a. C., Cyaxares, en alianza con los pueblos escitas y cimerios, asedió y tomó Aššur, con Nabopolassar sin involucrarse en estos éxitos.
Nabopolasar también hizo alianzas activas con otros antiguos súbditos de Asiria, como medos, persas, escitas y cimerios.
Durante el 613 a. C., el ejército asirio parece haberse rebelado y repelido con éxito los ataques babilónicos, medos y escitas. Sin embargo, en el 612 a. C., Nabopolasar y el rey medo Ciáxares encabezaron una coalición concentrada de fuerzas que incluía a babilonios, caldeos, medos, persas, escitas y cimerios en un ataque contra Nínive. El tamaño de las fuerzas enfrentadas contra una debilitada Asiria fue aplastante, y después de un amargo asedio de tres meses, seguido de enfrentamientos casa por casa, Nínive finalmente cayó, muriendo Sin-shar-ishkun en la defensa de su capital.
Un general asirio, Ashur-uballit II, se convirtió en rey de Asiria durante la lucha. Según las Crónicas mesopotámicas, se le ofreció la oportunidad de doblegarse en vasallaje a los gobernantes de la alianza. Sin embargo, se negó, y logró abrirse camino para escapar de Nínive y establecer una nueva capital en Harrán. Nabopolasar, Ciaxares y sus aliados combatieron contra Ashur-uballit II durante otros cinco años, hasta que Harran cayó en el 608 a. C.. Después de un intento fallido de retomar la ciudad, Ashur-uballit II desapareció de las páginas de la historia.
El Antiguo Egipto, gobernado por el faraón Necao II, había invadido el Oriente Próximo en el 609 a. C., en un intento tardío de ayudar a los antiguos gobernantes asirios. Nabopolasar (con la ayuda de su hijo y futuro sucesor Nabucodonosor II) pasó los últimos años de su reinado desalojando a los egipcios (que fueron apoyados por mercenarios griegos y los restos del ejército asirio) de Siria, Asia Menor, el norte de Arabia e Israel. Nabucodonosor demostró ser un líder militar capaz y enérgico, y los egipcios, los asirios y sus aliados mercenarios fueron finalmente derrotados por los babilonios, los medos y los escitas en la batalla de Karkemish en el año 605 a. C..
Los babilonios quedaron ahora en posesión de gran parte de Asiria, con sus estribaciones septentrionales ocupadas por los medos. Sin embargo, parece que no intentaron ocuparlas de nuevo, prefiriendo concentrarse en la reconstrucción del sur de Mesopotamia.

### Nabucodonosor II 605-562 aC

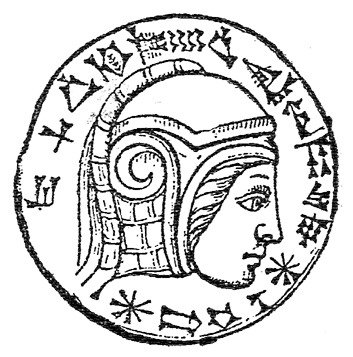
Un grabado en una piedra de ojo de gato de ónice con una inscripción de Nabuconodosor II.

Nabucodonosor II se convirtió en rey después de la muerte de su padre. Fue un mecenas de las ciudades y un constructor excepcional. Reconstruyó lujosamente todas las ciudades principales de Babilonia a una escala sin precedentes. Su actividad de construcción en Babilonia fue lo que la convirtió en la inmensa y hermosa ciudad de la leyenda. Su ciudad de Babilonia cubría más de tres millas cuadradas, rodeada de fosos y por un doble circuito de murallas. El Éufrates fluía a través del centro de la ciudad, atravesado por un hermoso puente de piedra. En el centro de la ciudad se elevó un zigurat gigantesco llamado Etemenanki, "La casa de la frontera entre el cielo y la tierra", que estaba junto al Templo de Marduk.
Llevó a cabo exitosas campañas militares en Siria y Fenicia, imponiendo tributos desde Damasco, hasta Tiro y Sidón. Dirigió numerosas campañas en Asia Menor, en la "tierra de los Hatti". Al igual que los asirios, los babilonios tuvieron que hacer una campaña anual para controlar sus colonias.
En el 601 a. C., Nabucodonosor II estuvo involucrado en una batalla importante, pero no concluyente, contra los egipcios. En 599 a. C., invadió Arabia y dirigió a los árabes hacia Qedar. En el 597 a. C., invadió Judah y capturó Jerusalén y depuso a su rey Joaquín de Judá. Los ejércitos egipcio y babilónico lucharon entre sí por el control del cercano oriente durante gran parte del reinado de Nabucodonosor, y esto alentó al rey Sedecías de Judá a rebelarse. Después de un asedio de 18 meses, Jerusalén fue capturada en el 587 a. C., y miles de judíos fueron deportados a Babilonia, y el Templo de Salomón fue arrasado.
En 572 tenía el control total de Babilonia, Asiria, Fenicia, Israel, Filistea, el norte de Arabia y partes de Asia Menor. Luchó contra los faraones Psamético II y Apries en su reinado, y en el 568 a. C., durante el reinado del faraón Amosis II, invadió Egipto.

### Amel-Marduk 562-560 a.C.
Evilmerodac era el hijo y sucesor de Nabucodonosor II. Reinó solo dos años (562-560 aC). De acuerdo con el Libro bíblico de los Reyes, indultó y liberó al rey Joaquín de Judá, que había estado prisionero en Babilonia durante treinta y siete años. Supuestamente, debido a que Amel-Marduk intentó modificar las políticas de su padre, fue asesinado por Neriglisar, su cuñado.

### Neriglissar 560-556 a.C.

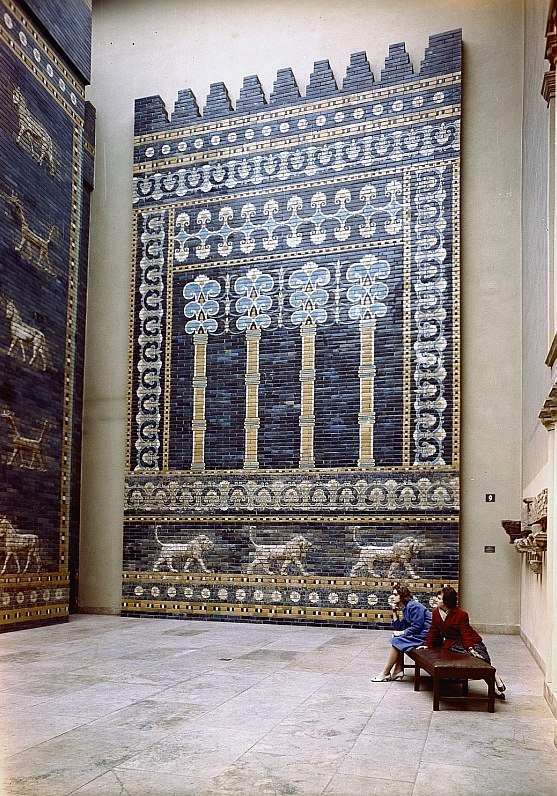
Relieve mural babilonio en el Museo de Pérgamo de Berlín

Neriglisar parece haber sido un gobernante más estable, realizando una serie de obras públicas, restaurando templos y otras construcciones.
Dirigió campañas militares exitosas contra Cilicia, que había amenazado los intereses de Babilonia. Neriglissar, sin embargo, reinó por solo cuatro años, siendo sucedido por el joven Labashi-Marduk. No está claro si Neriglissar era él mismo un miembro de la tribu caldea, o un nativo de la ciudad de Babilonia.

### Labashi-Marduk 556 a.C.
Labashi-Marduk fue un rey de Babilonia (556 a. C.), hijo de Neriglisar. Sucedió a su padre cuando aún era un niño, después del reinado de cuatro años de este último. Fue asesinado en una conspiración solo nueve meses después de su toma de posesión, tras lo que Nabonido fue elegido como el nuevo rey.

### Nabonido 556-539 a.C.
Las credenciales nobles de Nabonido (Nabû-na'id en Babilonio) no son claras, aunque no era caldeo sino de Asiria, de la ciudad de Harrán. Él mismo habla en sus inscripciones de sus orígenes sin importancia. Del mismo modo, su madre, Adda-Guppi, que vivió hasta la edad adulta y puede haber estado conectada al templo del dios de la luna acadio Sîn en Harrán; las inscripciones no mencionan su descendencia. Su padre era Nabû-balatsu-iqbi, un plebeyo.
Durante largos períodos le confió el mando a su hijo, el príncipe Baltasar de Babilonia. Era un militar capaz pero un pobre político. Todo esto lo hizo un tanto impopular entre muchos de sus súbditos, particularmente el sacerdocio y la clase militar.
Los sacerdotes de Marduk odiaban a Nabonido debido a su supresión del culto de Marduk y su elevación del culto de la diosa de la Luna Sin. Cuando Ciro II el Grande conquistó Babilonia, se describió a sí mismo como el salvador elegido por Marduk para restaurar el orden y la justicia.
Hacia el este, los persas habían estado incrementando su fuerza, y Ciro II el Grande era muy popular en Babilonia. Ha perdurado la sensación de una imagen negativa en la literatura judía basada en la religión de Nabonido, como en los trabajos de Flavio Josefo, y los judíos recibieron inicialmente a los persas como libertadores.

## Caída de Babilonia
En el 549 a. C. Ciro II el Grande, el rey aqueménida de Irán, se rebeló contra su soberano Astiages, rey de los medos, en Ecbatana. Astiages fue traicionado por su ejército, y Ciro se estableció como gobernante de todos los pueblos de Irán, así como de los elamitas prerranianos y de los gutis.
En el 539 a. C., Ciro invadió el Imperio babilónico. Nabonido envió a su hijo Baltasar para alejar al enorme ejército persa. Sin embargo, ya superado en número masivamente, Baltasar fue traicionado por Gobrias, gobernador de Asiria, quien cambió sus fuerzas al lado persa. Las fuerzas de Babilonia fueron abrumadas en la batalla de Opis. Nabonido huyó a Borsippa, y el 12 de octubre, después de que los ingenieros de Ciro hubieran desviado las aguas del Éufrates, «los soldados de Ciro entraron a Babilonia sin luchar». En las obras de Jenofonte se dice que Baltasar de Babilonia fue asesinado, pero su relato aquí no es fiable. Nabonido se rindió y fue deportado. Guardias gutianos fueron colocados a las puertas del gran templo de Bel, donde los servicios continuaron sin interrupción. Ciro llegó a Babilonia el 3 de octubre, y Gobryas actuó por él en su ausencia. Gobryas luego fue nombrado gobernador de la provincia de Babilonia.
Ciro afirmó ser el sucesor legítimo de los antiguos reyes de Babilonia y el vengador de Marduk, quien se suponía airado ante la impiedad de Nabonido llevarse las imágenes de los dioses locales de sus santuarios ancestrales, a su capital, Babilonia. Nabonido, de hecho, había despertado un fuerte resentimiento al intentar centralizar la religión de Babilonia en el templo de Marduk en la ciudad de Babilonia, y si bien había atraído a su causa a los sacerdocios locales, los militares lo despreciaban debido a sus gustos anticuados. Parece haber dejado la defensa de su reino a otros, ocupándose del trabajo más agradable de excavar los registros de la fundación de los templos antiguos y determinar las fechas de sus constructores.
La invasión de Babilonia por Ciro fue sin duda facilitada por la existencia de un partido descontento en el estado, así como por la presencia de exiliados extranjeros como los judíos. En consecuencia, uno de los primeros actos de Ciro fue permitir a estos exiliados regresar a sus tierras natales, llevando consigo las imágenes de sus dioses y sus vasijas sagradas. El permiso para hacerlo estaba incorporado en una proclama, mediante la que el conquistador se esforzaba en justificar su reclamación al trono de Babilonia. Todavía era fuerte la sensación de que nadie tenía derecho a gobernar sobre Asia occidental hasta que Bel y sus sacerdotes lo consagraran; y, en consecuencia, Ciro asumió el título imperial de «Rey de Babilonia».
Babilonia, como Asiria, se convirtió en una satrapía de la Persia aqueménida.

## Eventos posteriores y legado

### Babilonia bajo dominio extranjero

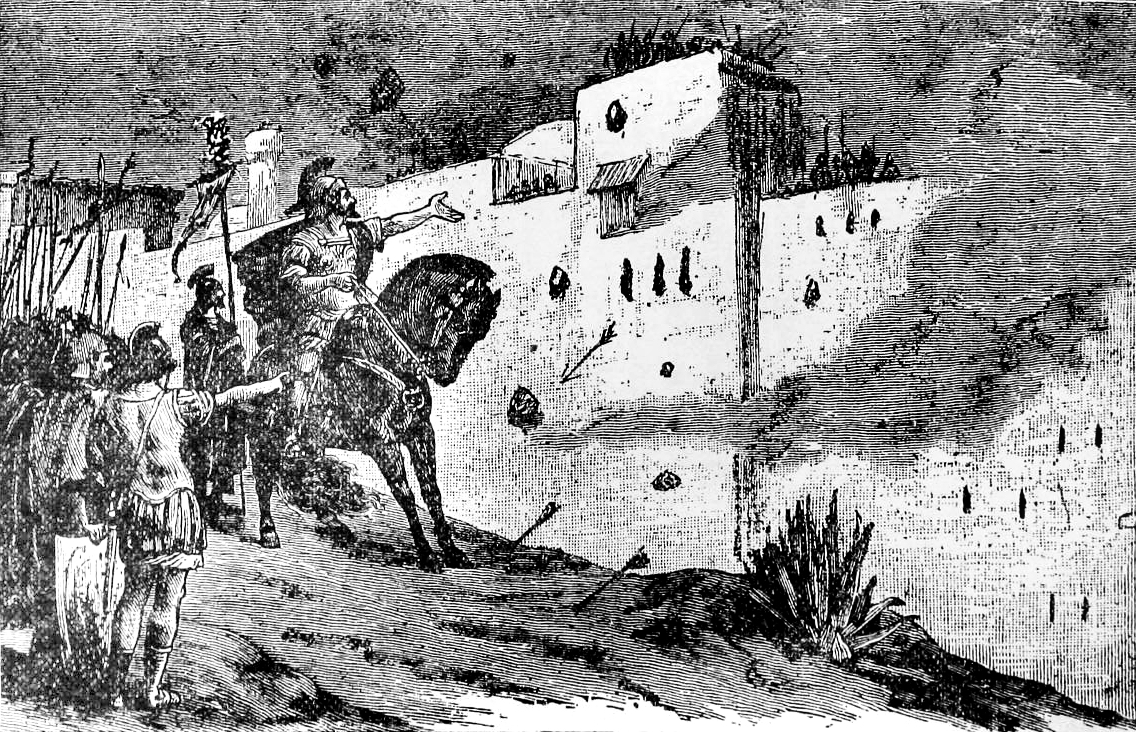
Ilustración de los habitantes de Babilonia ridiculizando al rey aqueménida Darío I durante la revuelta de Nabucodonosor III en el año 522 a. C. De la Historia de Darío el Grande (1900) de Jacob Abbott.

Los primeros gobernantes aqueménidas tenían un gran respeto por Babilonia, considerándola una entidad separada o reino unido con el suyo propio en algo parecido a una unión personal. La región era un activo económico importante y proporcionaba hasta un tercio del tributo del Imperio aqueménida entero. A pesar de la atención aqueménida y del reconocimiento de los gobernantes aqueménidas como reyes de Babilonia, los babilonios resentían a los aqueménidas, como lo habían hecho con los asirios un siglo antes. Al menos cinco rebeldes se proclamaron reyes de Babilonia y se rebelaron durante la época del gobierno aqueménida en un intento de restaurar el gobierno nativo: Nabucodonosor III (522 a. C.), Nabucodonosor IV (521-520 a. C.), Bel-shimanni (484 a. C.), Shamash-eriba (482-481 a. C.) y Nidin-Bel (336 a. C.). Las fuentes antiguas sugieren que la revuelta de Shamash-eriba contra Jerjes I en particular tuvo consecuencias nefastas para la ciudad. Aunque no existen evidencias directas, Babilonia parece haber sido severamente castigada por la revuelta. Sus fortificaciones fueron destruidas y sus templos dañados cuando Jerjes asoló la ciudad. Es posible que la estatua sagrada de Marduk, que representaba la manifestación física de la deidad patrona de Babilonia, fuera retirada por Jerjes del templo principal de Babilonia, el Esagila, en esta época. Jerjes también dividió la previamente grande satrapía babilónica (que incluía prácticamente todo el territorio del Imperio neobabilónico) en subunidades más pequeñas.

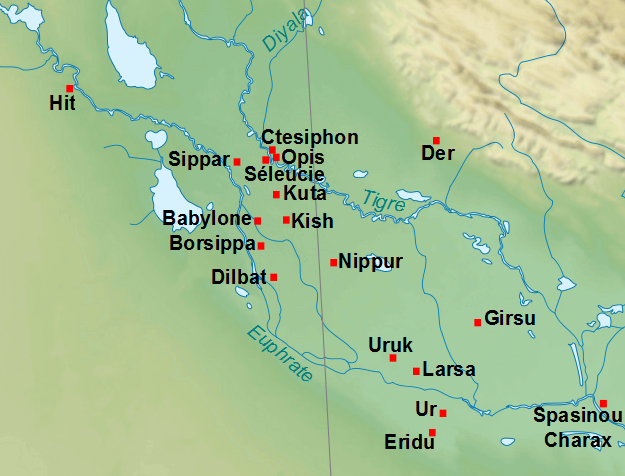
Principales ciudades de la Baja Mesopotamia en el.

La cultura babilónica perduró durante siglos bajo los aqueménidas y sobrevivió bajo el gobierno de los posteriores imperios helénicos macedonio y seléucida, cuyos gobernantes también aparecen como reyes de Babilonia en documentos civiles babilónicos. Fue bajo el gobierno del Imperio parto cuando Babilonia fue abandonada gradualmente como centro urbano importante y la antigua cultura acadia desapareció por completo. En el primer siglo del gobierno parto, la cultura babilónica todavía estaba viva y hay registros de personas en la ciudad con nombres babilónicos tradicionales, tales como 'Bel-aḫḫe-uṣur' o 'Nabu-mušetiq-uddi' (mencionados como receptores de plata en un documento legal del 127 a. C.). En esa época, vivían en Babilonia dos grupos importantes reconocidos: los babilonios y los griegos, que se asentaron allí durante los siglos de gobierno macedonio y seléucida. Estos grupos eran gobernados por consejos administrativos locales (es decir, pertenecientes sólo a la ciudad) separados: los ciudadanos babilónicos eran gobernados por los šatammu y los kiništu y los griegos por los epístatas. Aunque no sobreviven listas de reyes antes del Imperio seléucida, documentos de los primeros años del gobierno parto sugieren un reconocimiento continuo de al menos los primeros reyes partos como reyes de Babilonia.
Aunque documentos legales en lengua acadia continuaron en un número ligeramente reducido durante el gobierno de los reyes helénicos, son raros ya en el período del gobierno parto. Los diarios astronómicos que se llevaban desde los días de la antigua Babilonia sobrevivieron durante el gobierno persa y helénico, pero dejaron de escribirse a mediados del siglo I a. C. Es probable que solo un pequeño número de eruditos supiera escribir en acadio en la época de los reyes partos, y los antiguos templos babilónicos se vieron cada vez más escasos de personal y de fondos a medida que la gente se sentía atraída por las nuevas capitales mesopotámicas, como Seleucia o Ctesifonte.
El último documento fechado escrito de acuerdo con la antigua tradición de los escribas en cuneiforme acadia es del año 35 a. C. y contiene una oración a Marduk. Los últimos documentos conocidos escritos en acadio son predicciones astronómicas (por ejemplo, movimientos planetarios) para el año 75 d. C. La forma en que están escritos los signos en estos textos astronómicos da a entender que los lectores no tenían que estar familiarizados con el acadio para entenderlos. Si la lengua acadia y la cultura babilónica sobrevivieron más allá de estos escasos documentos, fueron eliminadas decisivamente alrededor del 230 d. C. con las reformas religiosas introducidas en el Imperio sasánida. Para entonces, los antiguos centros de culto babilónicos ya habían sido cerrados y arrasados. Algunos templos habían sido cerrados durante el período parto temprano, como muchos templos en Uruk, mientras que otros persistieron hasta casi el final del Imperio parto, como el Esagila en Babilonia.

### Legado de Babilonia

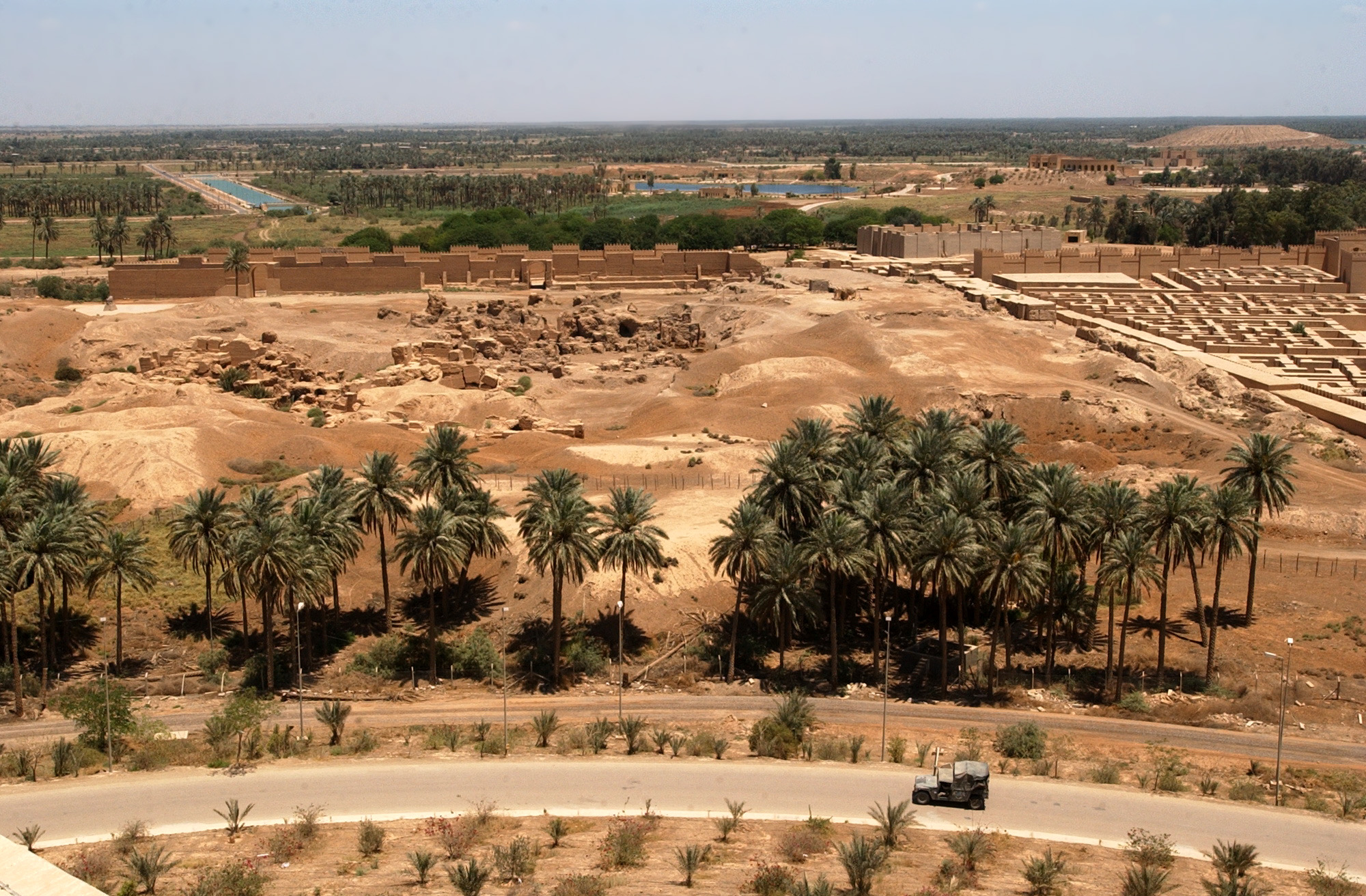
Vista parcial de las ruinas de Babilonia en el actual Irak.

Antes de las excavaciones arqueológicas modernas en Mesopotamia, la historia política, la sociedad y la apariencia de la antigua Babilonia eran en gran medida un misterio. Los artistas occidentales solían imaginar la ciudad y su imperio como una combinación de culturas antiguas conocidas (normalmente una mezcla de la cultura griega y egipcia) con cierta influencia del gran imperio de Oriente Medio de la época, el Imperio otomano. Representaciones tempranas de la ciudad la muestran con largas columnatas, a veces construidas en más de un nivel, completamente diferentes a la arquitectura real de las ciudades mesopotámicas antiguas reales, con obeliscos y esfinges inspirados en los de Egipto. La influencia otomana ocurría en forma de cúpulas y minaretes salpicando la imaginaria apariencia de la antigua ciudad.
Babilonia es quizás más famosa hoy en día por sus repetidas apariciones en la biblia, donde aparece tanto de forma literal (en referencia a eventos históricos) como alegórica (simbolizando otras cosas). El Imperio neobabilónico aparece en varias profecías y en descripciones de la destrucción de Jerusalén y el posterior cautiverio babilónico. Debido a su sórdida reputación de atrocidades, entre ellas el abuso sexual, en la tradición judía, Babilonia simboliza a un opresor. En el cristianismo, Babilonia simboliza la mundanalidad y el mal. Las profecías a veces vinculan simbólicamente a los reyes de Babilonia con Lucifer. Nabucodonosor II, a veces confundido con Nabonido, aparece como el gobernante más importante en tales narrativas.
El Libro del Apocalipsis en la biblia cristiana se refiere a Babilonia muchos siglos después de que haber dejado de ser un centro político importante. La ciudad está personificada por la «Ramera de Babilonia», montada en una bestia escarlata con siete cabezas y diez cuernos y ebria de la sangre de los justos. Algunos estudiosos de la literatura apocalíptica creen que esta «Babilonia» del Nuevo Testamento es un disfemismo para referirse al Imperio romano.